# Arenstorff

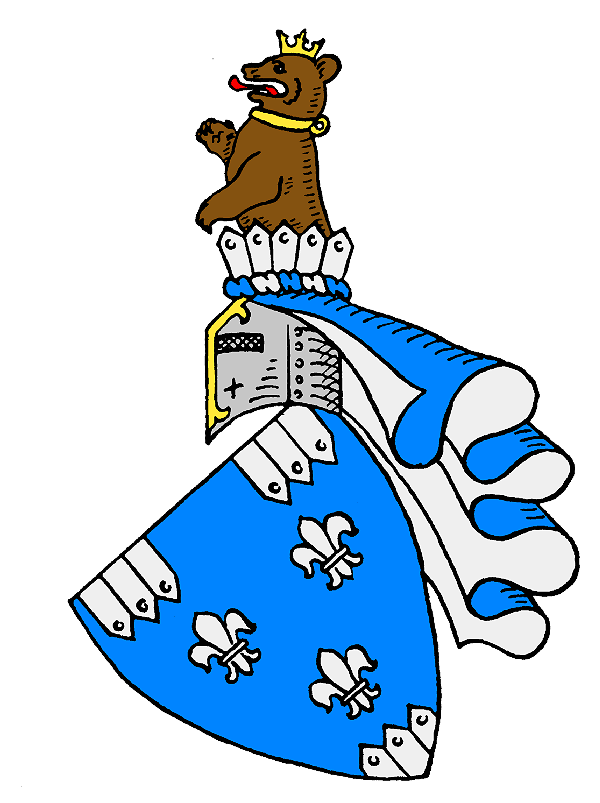
Wappen derer von Arenstorff

Arenstorff, auch Arnstorff, ist der Name eines märkischen Uradelsgeschlechts aus der Uckermark.

## Geschichte
Die Familie erscheint erstmals urkundlich am 29. September 1306 mit Ludolf de Arndesdorp. mit dem auch die Stammreihe beginnt. Ab der zweiten Hälfte des 14. Jahrhunderts bis 1668 gehörte der Familie das uckermärkische Gut Altkünkendorf. 
Das Geschlecht erhält die dänische Adelsnaturalisation am 24. April 1670 für Friedrich von Arenstorff, den nachmaligen königlich-dänischen kommandierenden General, Geheimrat und Gouverneur von Schleswig und Holstein. Im 19. Jahrhundert gehörte dieser Linie auch das sächsische Schloss Drebkau. Der dänische Zweig starb am 30. April 1997 aus. Eine kognatische Linie führt den Namen weiter. 
Die niedersächsischen Güter Oyle und Lohe kamen am 30. September 1790 durch Heirat der Charlotte Johanne von Püchler mit Georg Ernst Adam von Arenstorff in Familienbesitz und werden bis heute von der Familie bewirtschaftet.
Im Einschreibebuch des Klosters Dobbertin befinden sich 13 Eintragungen von Töchtern der Familie von A(h)renstorff von 1723 bis 1910 aus Krümmel (Lärz), Sadelkow und Oyle in der Grafschaft Hoja zur Aufnahme in das adelige Damenstift im Kloster Dobbertin.
Das mecklenburgische Allodgut Zahren war lange im Besitztum der Familie. Letzte Eigentümer dort waren der Landrat und Rechtsritter des Johanniterordens Altwig von Arenstorff-Zahren (1862–1922), dann dessen Vetter, der Rittmeister d. R. Hans Henning von Arenstorff-Oyle, sowie wiederum dessen jüngste Tochter Barbara. Zahren hatte mit Friederikenshof Anfang der 1920er Jahre einen Umfang von gesamt 728 ha Land. Die Größenordnung wurde nach dem letztmals veröffentlichten Landwirtschaftlichen Adressbuch für Mecklenburg konstant gehalten. Auf dem Friedhof von Zahren ist ein Erbbegräbnis der Familie erhalten.
Auch nahe der ursprünglichen Heimat, in der nordbrandenburgischen Westprignitz, konnte mit dem 533 ha großen Gut Bochin für drei Generationen ein Besitz gehalten werden. Es war der konvertierte Familienzweig der von Arenstorff-Krümmel, der hier aktiv wurde.

## Wappen
In Blau 3 (2,1) silberne Lilien, begleitet von 3 aus dem oberen beziehungsweise unteren Schildrand herauswachsenden silbernen Fallgattern. Auf dem Helm mit blau-silbernen Decken ein aus einem fünfteiligen Fallgatter wachsender gold-gekrönter natürlicher Bär mit Halsband.

## Bedeutende Vertreter
- Carl von Arensdorff (1625–1676), Kommandierender General in den Armeen von Dänemark, Schweden und den Niederlanden
- Friedrich von Arensdorff (1626–1689), der Bruder des vorhergehenden, Kommandierender General in den Armeen von Dänemark und Schweden und auch der Gouverneur von Schleswig and Holstein
- Margarethe von Arenstorf (1860–1944), Diakonisse, Priorin des Klosters Ebstorf[8]
- Hans Adolf von Arenstorff (1895–1952), Generalmajor und Rittergutsbesitzer
- Burghard-Ludwig von Arenstorff, Oberst der Bundeswehr